# 다카쿠역
다카쿠역(일본어: 高久駅)은 일본 도치기현 나스군 나스정에 있는 동일본 여객철도 도호쿠 본선의 역이다. 상대식 승강장 2면 2선의 구조를 가지는 지상역이다.

## 타는 곳
| 1 | ■ 도호쿠 본선 | (하행) | 시라카와 · 고리야마 · 센다이 방면   |
| 2 | ■ 도호쿠 본선 | (상행) | 구로이소 · 우쓰노미야 · 우에노 방면 |

## 이용 현황
| 연도     | 하루 평균 승차 인원 |
| 2008년도 | 36명                |
| -------- | ------------------- |

## 역 주변
- 국도 제4호선
- 나스타카하라 병원

## 역사
- 1914년 6월 25일 : 다카쿠 신호장(일본어: 高久信号場)으로 개업.
- 1964년 9월 1일 : 다카쿠역으로 승격.
- 1987년 4월 1일 : 민영화에 따라 동일본 여객철도로 이관.

## 인접 정차역
| 도호쿠 본선            | 도호쿠 본선   | 도호쿠 본선              |
| ---------------------- | ------------- | ------------------------ |
| 구로이소 구로이소 방면 | ■ 도호쿠 본선 | 구로다하라 후쿠시마 방면 |